# ويليام ألبرت باوتشر
ويليام ألبرت باوتشر (بالإنجليزية: William Albert Boucher)‏ هو سياسي كندي، ولد في 12 نوفمبر 1889 في سانت لوييس في كندا، وتوفي في 23 يونيو 1976. حزبياً، نشط في الحزب الليبرالي الكندي. وقد انتخب عضو مجلس الشيوخ الكندي وانتخب عضو مجلس العموم الكندي.